# Кутергины
Кутергины — деревня в Оричевском районе Кировской области в составе Истобенского сельского поселения.

## География
Расположена на расстоянии примерно 7 км на запад-северо-запад от административного центра района поселка Оричи у дороги Оричи-Истобенск.

## История
Известна с 1802 года как починок Осипа Лобастова с 5 дворами. В 1873 году здесь (починок Осипа Лобастова или Вертеевский и Кутерчины) отмечено дворов 9 и жителей 91, в 1905 (деревня Кутергины) 9 и 66, в 1926 13 и 50, в 1950 14 и 55, в 1989 оставалось 16 жителей. 

## Население
Постоянное население  составляло 12 человек (русские 100%) в 2002 году, 8 в 2010.